# Courtepin
Courtepin ist eine politische Gemeinde im Seebezirk (französisch: District du Lac) des Kantons Freiburg in der Schweiz. Die eingedeutschte Namensform Curtepy ist heute nur noch in der Mundart gebräuchlich. Die früher selbstständige Gemeinde Courtaman wurde auf den 1. Januar 2003 nach Courtepin eingemeindet. Am 1. Januar 2017 fusionierten die ehemaligen Gemeinden Barberêche, Wallenried und Villarepos mit Courtepin zur neuen Gemeinde Courtepin.

## Geographie
Courtepin liegt auf 578 m ü. M., 7 km nordnordwestlich der Kantonshauptstadt Freiburg (Luftlinie). Das Dorf erstreckt sich in einer breiten Talmulde eines in den Schiffenensee mündenden Baches, in den Molassehöhen im nördlichen Freiburger Mittelland.
Die Fläche des 4,1 km² grossen ursprünglichen Gemeindegebiets umfasst einen Abschnitt der vom eiszeitlichen Rhonegletscher überformten Molassehöhen zwischen dem Murtensee und dem Saanetal. Den zentralen Teil des Gebietes nimmt die bis zu 700 m breite Talniederung des Dorfbaches von Courtepin ein, an die sich im Süden das Waldgebiet Bois de l’Hôpital (bis 660 m ü. M.) anschliesst. Nach Norden reicht der Gemeindeboden über einen flachen Sattel in das Quellgebiet der Biberen (französisch: La Bibera) und zum Bois des Râpes. Östlich dieser Talzone erstreckt sich das Gebiet auf die angrenzenden Höhen und bis an den Rand des Bouleywaldes und in den Monterschuwald, in dem mit 670 m ü. M. der höchste Punkt von Courtepin erreicht wird. Von der Gemeindefläche entfielen 1997 20 % auf Siedlungen, 27 % auf Wald und Gehölze, 52 % auf Landwirtschaft, und etwas weniger als 1 % war unproduktives Land.
Zu Courtepin gehören das Dorf Courtaman (591 m ü. M.), die Ortsteile Quartier Vieux (570 m ü. M.) am Fuss des Bois de l’Hôpital und Quartier Neuf (578 m ü. M.) auf dem Sattel zwischen der Biberen und dem Dorfbach von Courtepin sowie einige Einzelhöfe. Nachbargemeinden von Courtepin sind Gurmels, Düdingen, La Sonnaz, Misery-Courtion, Courgevaux, Murten und Cressier im Kanton Freiburg, Avenches und Faoug im Kanton Waadt.

## Bevölkerung
Mit 5765 Einwohnern (Stand 31. Dezember 2023) gehört Courtepin zu den mittelgrossen Gemeinden des Kantons Freiburg. Davon wohnen 1649 Personen im eigentlichen Dorf Courtepin. Von den Bewohnern sind 57,7 % französischsprachig, 26,3 % deutschsprachig, und 8,0 % sprechen Portugiesisch (Stand 2000). Die Bevölkerungszahl von Courtepin belief sich 1850 auf 316 Einwohner, 1900 auf 443 Einwohner (inklusive des heute eingemeindeten Courtaman). Im Verlauf des 20. Jahrhunderts nahm die Bevölkerungszahl bis 1960 (818 Einwohner) stetig zu. Während der 1960er-Jahre erfolgte ein rasantes Wachstum um 115 % auf 1754 Einwohner im Jahr 1970. Auch danach wurde weiterhin ein rasches Bevölkerungswachstum verzeichnet. Die Siedlungsgebiete der Dörfer Courtepin und Courtaman sind heute lückenlos zusammengewachsen. Ende 2015, also vor der Eingemeindung von Barberêche, Villarepos und Wallenried, betrug die Einwohnerzahl von Courtepin 3681.

## Wirtschaft
Courtepin war bis in die erste Hälfte des 20. Jahrhunderts ein vorwiegend durch die Landwirtschaft geprägtes Dorf. Heute haben der Ackerbau, der Obstbau und die Viehzucht jedoch nur noch einen marginalen Stellenwert in der Erwerbsstruktur der Bevölkerung.
Der industrielle Aufschwung setzte 1903 mit der Gründung der Metallfabrik Sadem im Quartier Neuf ein. Als weiterer Meilenstein in der Entwicklung des Dorfes gilt die Niederlassung der Micarna AG (gehört zum Migros-Genossenschafts-Bund und produziert Frischfleisch, Charcuterie-Waren und Geflügel), welche zur Bevölkerungsexplosion während der 1960er-Jahre führte. Neben diesen Firmen gibt es heute zahlreiche weitere kleinere und mittlere Unternehmen im Bau- und Transportgewerbe, Heizanlagenbau, Nahrungsmittelverarbeitung und in der Feinmechanik. Courtepin ist Standort des Centre de formation professionelle spécialisé (CFPS), einer spezialisierten Berufsausbildungsstätte. In den letzten Jahrzehnten hat sich das Dorf auch zu einer Wohngemeinde entwickelt. Zahlreiche Neubauquartiere entstanden am Hang östlich von Courtepin. Viele Erwerbstätige sind deshalb Wegpendler, die hauptsächlich in den Regionen Freiburg und Murten arbeiten.

## Verkehr
Die Gemeinde ist verkehrsmässig recht gut erschlossen. Sie liegt an der Hauptstrasse von Freiburg nach Murten. Der nächste Anschluss an die Autobahn A12 (Bern-Vevey) befindet sich rund 5 km vom Ortskern entfernt. Am 23. August 1898 wurde die Eisenbahnlinie von Murten nach Freiburg mit einem Bahnhof in Courtepin in Betrieb genommen. Für die Feinverteilung im öffentlichen Verkehr sorgt die Buslinie der Transports publics fribourgeois, die auf der Strecke von Courtepin nach Gurmels verkehrt.

## Geschichte

Historisches Luftbild von Werner Friedli von 1964

Courtaman

Courtepin (alt)

Das Gemeindegebiet von Courtepin war schon sehr früh besiedelt. Die frühesten Zeugnisse der Anwesenheit des Menschen sind die Hügelgräber im Bois de l’Hôpital, die aus der Hallstattzeit stammen. Beim Bau von Strassen und Häusern entdeckte man einige wichtige Funde, die der Römerzeit zuzuordnen sind. Dazu gehören eine Kriegerstatuette, eine Venusstatuette sowie Münzfunde aus der Zeit der Kaiser Augustus und Trajan. Wahrscheinlich befand sich an der Stelle des heutigen Vieux-Quartier eine römische Villa.
Die erste urkundliche Erwähnung des Ortes erfolgte 1259 unter dem Namen Courtipin. Später erschienen die Bezeichnungen Curtipin (1343), Curtilpin (1390) und Curtelpin (1436). Frühere eingedeutschte Ortsnamen waren neben Curtepy auch Curtepih und Curtepin. Die Etymologie des Ortsnamens ist nicht eindeutig geklärt. Courtepin könnte auf den Hof (spätlateinisch cortis) eines Hilpan oder eines Tulpin zurückgehen.
Courtepin war im Mittelalter Teil des Besitzes der Grafen von Thierstein. 1442 kam das Dorf durch Kauf unter die Herrschaft von Freiburg und gehörte fortan zur Alten Landschaft (Spitalpanner). Nach dem Zusammenbruch des Ancien Régime (1798) gehörte Courtepin während der Helvetik und der darauf folgenden Zeit zum Distrikt Freiburg und ab 1831 zum Deutschen Bezirk Freiburg, bevor es 1848 mit der neuen Kantonsverfassung in den Seebezirk eingegliedert wurde.
Während Vieux-Quartier den alten Dorfkern bildet, entstand nach dem Bau der Eisenbahn ab etwa 1900 beim Bahnhof das Quartier Neuf, das sich mittlerweile zu einer ausgedehnten Gewerbe- und Industriezone entwickelt hat. Im Rahmen der seit 2000 vom Kanton Freiburg geförderten Gemeindefusionen wurde Courtaman mit Wirkung auf den 1. Januar 2003 nach Courtepin eingemeindet.
Durch die Fusion 2003 mit Courtaman erhielt die neue Gemeinde auch ein neues Wappen.

## Sehenswürdigkeiten
Die Kirche Notre-Dame-du-Rosaire wurde in den Jahren von 1949 bis 1951 erbaut und ist seit 1975 die katholische Pfarrkirche von Courtepin.

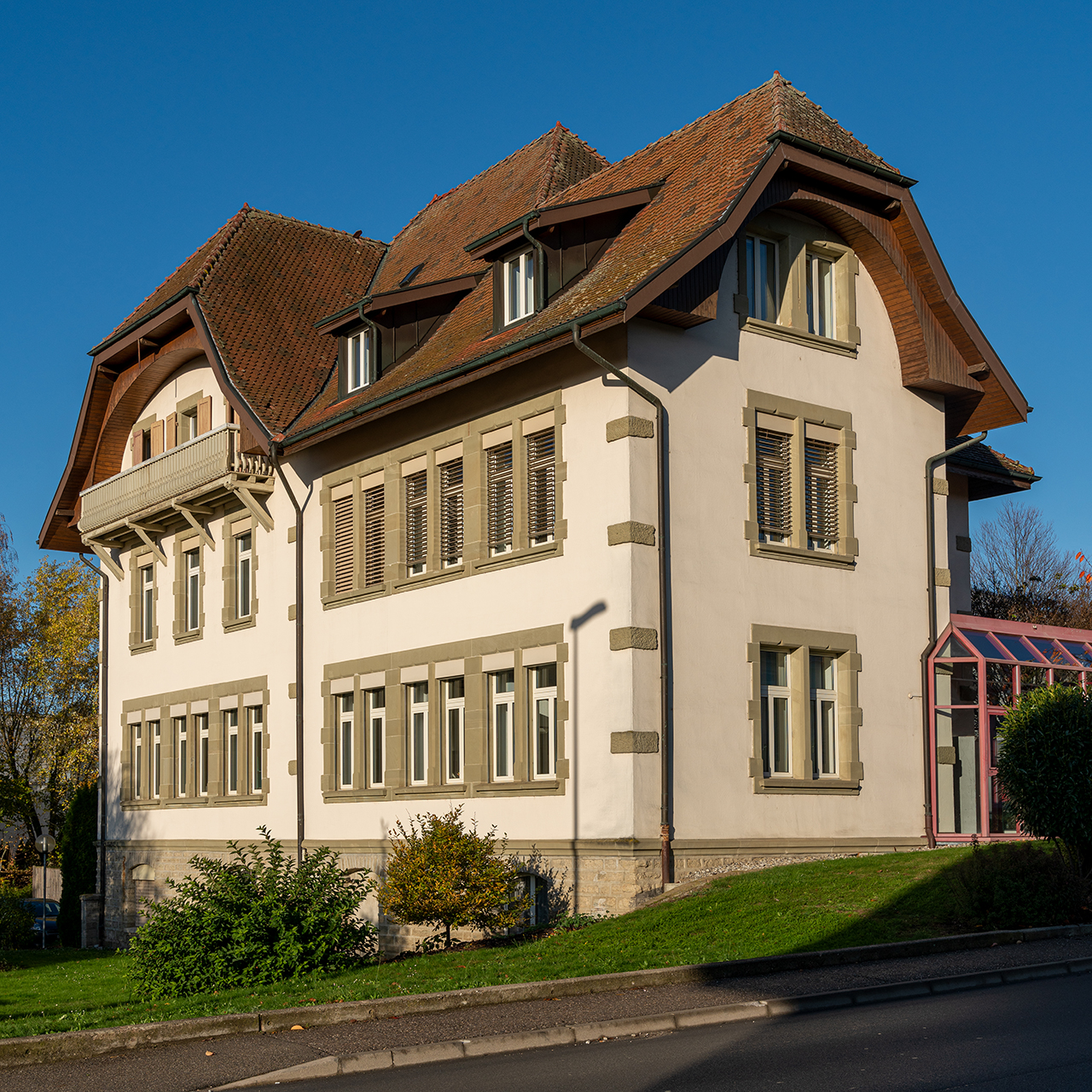
Gemeindeverwaltung
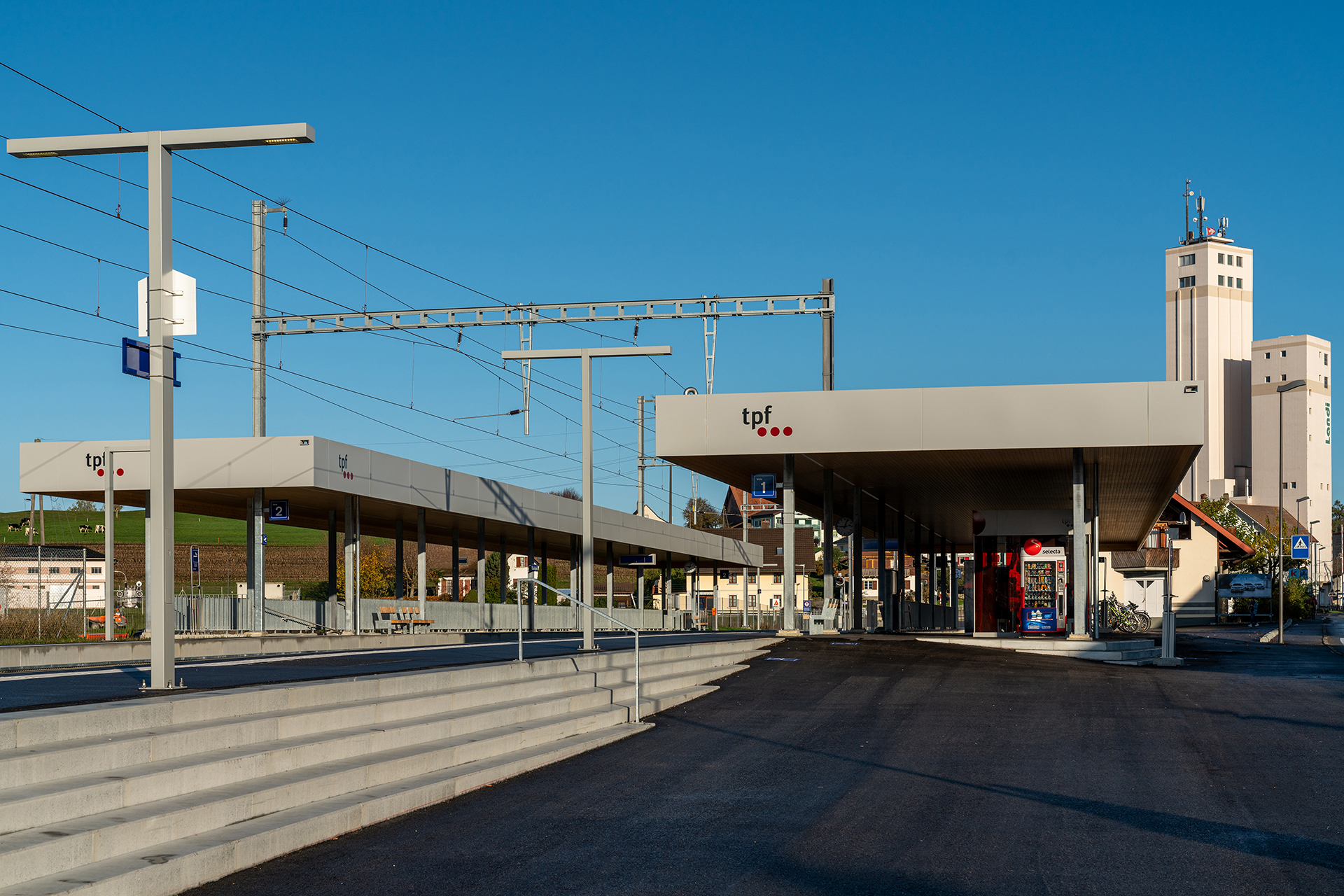
Bahnhof tpf
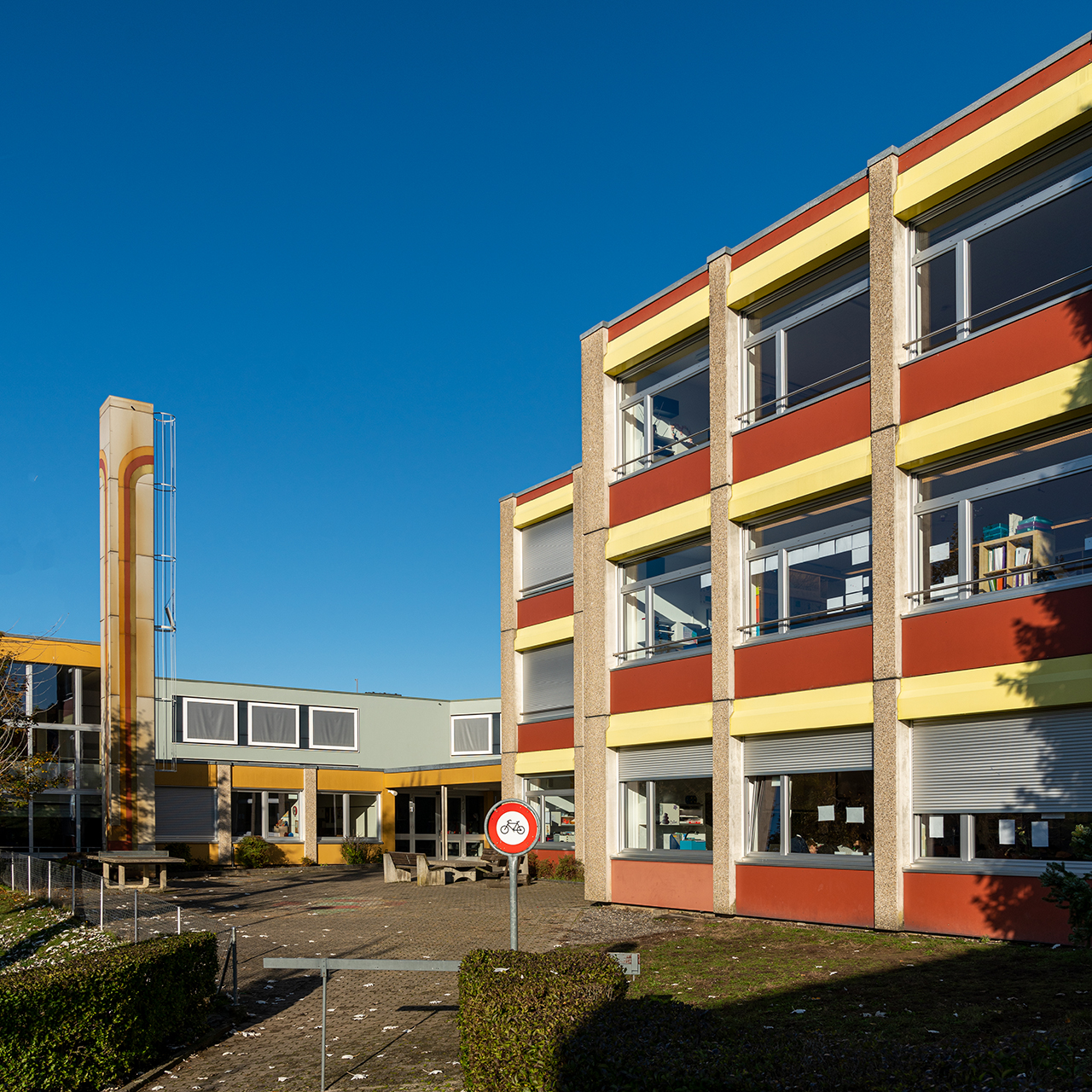
Teilansicht der Schulanlage
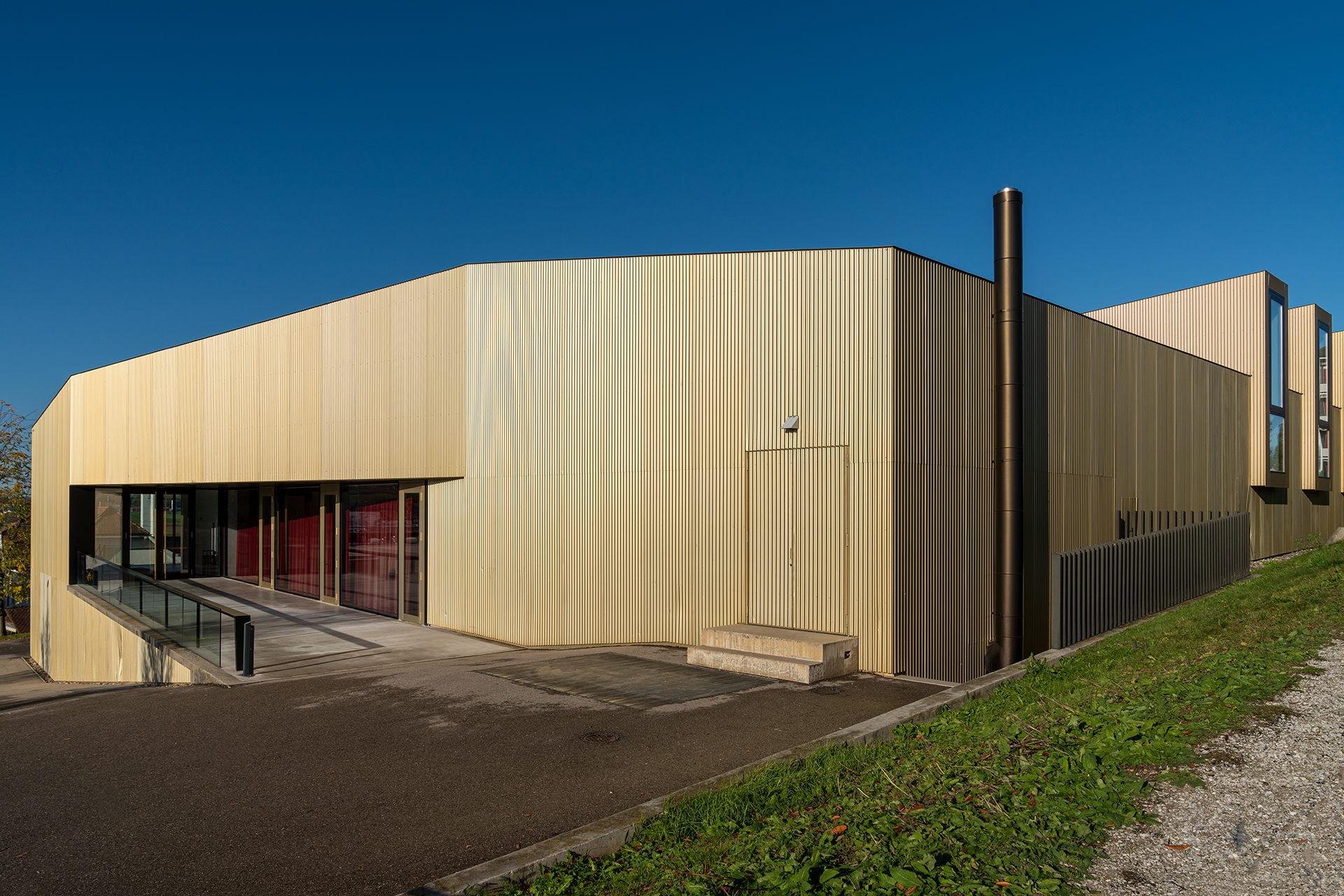
Sporthalle Festisport
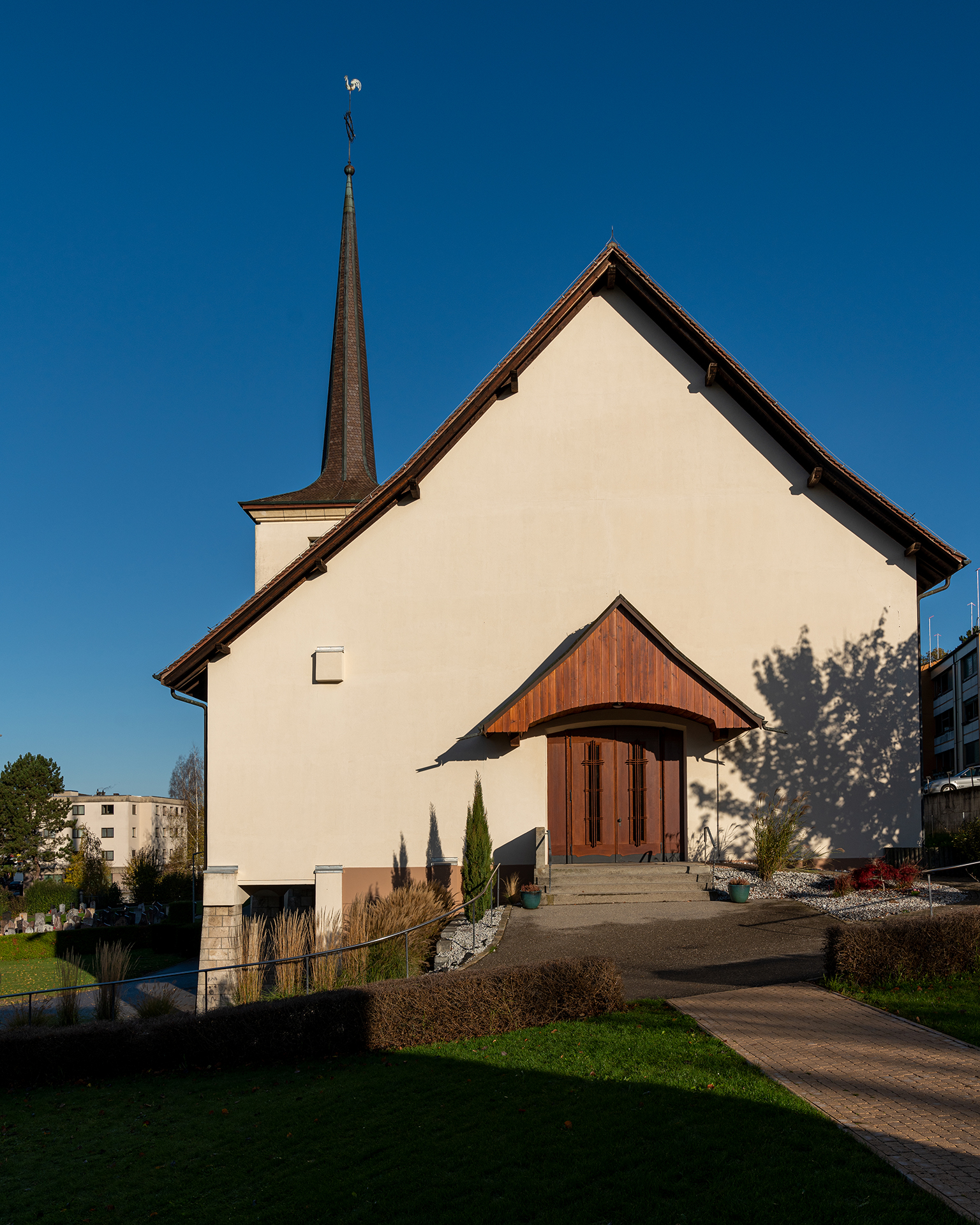
Katholische Kirche
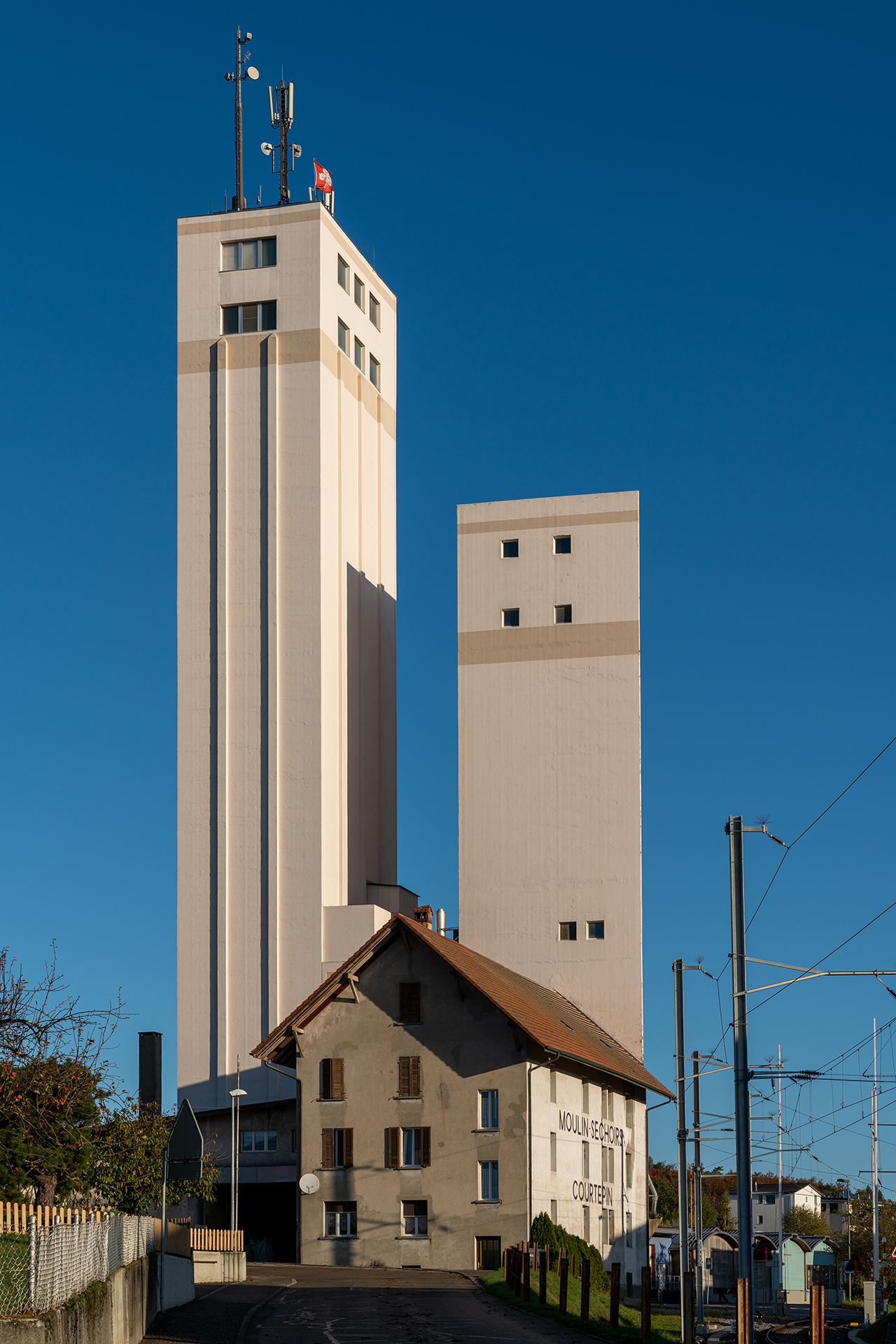
Silotürme der Landi

## Persönlichkeiten
- Regula Hayoz (* 1977), Grossrätin (Grüne)